# آرثر إس. لودج
آرثر إس. لودج (بالإنجليزية: Arthur S. Lodge)‏ هو فيزيائي أمريكي، ولد في 20 نوفمبر 1922 في ليفربول في المملكة المتحدة، وتوفي في 24 يونيو 2005.